# Venustus zeteki
Venustus zeteki är en skalbaggsart som beskrevs av Dillon 1945. Venustus zeteki ingår i släktet Venustus och familjen långhorningar.
Artens utbredningsområde är:
- Honduras.
- Panama.

Inga underarter finns listade i Catalogue of Life.